# Ґвюдмюндюр Фрідйоунссон
Ґвюдмюндюр Фрідйоунссон (ісл. Guðmundur Friðjónsson; нар. 24 жовтня 1869 — пом. 24 червня 1944) — ісландський поет і письменник.

## Біографія
Ґвюдмюндюр народився 24 жовтня 1869 року на фермі Сілалайкюр у долині Адальдалюр (нині в громаді Тінгейярсвейт в Нордурланд-Ейстра) у сім'ї фермера Фрідйоуна Йоунссона (1838—1917) та його дружини, домогосподарки Сіґюрб'єрг Ґвюдмюндсдоуттір (1840—1874). У сім'ї було семеро дітей, з яких багато хто згодом став відомим. Так серед братів і сестер Ґвюдмюндюра Сіґюрйуона Фрідйоунссон (член Альтингу та засновник Л'єгара), Едлінг Фрідйоунссона (член Альтингу), Брай Фрідйоунссона (член Альтингу та міністр), сестри Ауслейг Фрідйоунсдоттір (мати письменника Кадля Ісфельда) й Уннюр Фрідйоунсдоттір (мати очільника Союзу фермерів Ісландії Інги Тріггвасона).
Після смерті дружини у 1874 році Фрідйоун із родиною переїхав на ферму до Сандюра. Ґвюдмюндюр навчався у школі Медруведлір у 1891—1893 роках і це було його єдиною освітою. Після закінчення навчання він повернувся на ферму батька, де до своєї смерті жив і займався сільським господарством.
У 1899 році Ґвюдмюндюр одружився з Ґвюдрун Лільє Оддсдоуттір (1875—1966). У пари було кілька дітей, серед яких поет Гейкюр Ґвюдмюндссон, поет та член Альтінгу Б'яртмар Ґвюдмюндссон і письменник Тоуроддюр Ґвюдмюндссон.

## Творчість
Ґвюдмюндюр почав писати вірші та оповідання на початку 1890-х років під впливом давньоісландської літератури. Багато його перших творів були написані у стилі соціально-критичної сатири, інші — у дусі глибокого символізму. На думку Стефана Ейнарссона, на ранню творчість Ґвюдмюндюра вплинув великий голод 1880-х років в Ісландії. Спочатку він публікував свої твори в журналах, зокрема в «Eimreiðin», у 1898 році видав першу книгу — збірку коротких оповідань «Einir» (укр. «Ялівець»).
Його шлюб у 1899 році став поворотним моментом у літературній творчості — він почав писати багато віршів, а його стиль відійшов від символізму та наблизився до сучасного реалізму. Попри це, його першу книгу віршів «Ur heimahögum» (укр. «З домашніх пасовищ»), яка вийшла друком у 1902 році, в огляді журналу «Jojólfur» різко критикував ісландський поет, драматург та перекладач Маттіас Йокумссона. Попри критику та постійну зайнятість на фермі, Ґвюдмюндюр продовжив писати короткі оповідання та складати вірші, публікуючи деякі з них у різних журналах. Він також писав нариси на різні теми для газет і брав участь у дискусіях і дебатах з різних актуальних питань свого часу.
У 1904 році він опублікував збірку оповідань про тварин «Undir beru lofti» (укр. «Під відкритим повітрям»), у 1907 вийшов друком його єдиний роман «Olöf i Ási» (укр. «Олеф в Аусі»). Роман отримала неоднозначні відгуки критиків, його визнали невдалим і навіть місцями аморальним. Потім Ґвюдмюндюр ніколи більше не писав довгих творів, тому що йому, можливо, було важко братися за жанри, що вимагають тривалої безперервної роботи.
Надалі Ґвюдмюндюр видав кілька збірок своїх оповідань і віршів, зокрема ще одну книгу оповідань про тварин «Úti á víðavangi» (укр. «Просто неба») у 1938 році. Він займався сільськогосподарськими роботами на фермі, писав статті для газет і журналів, часто їздив Ісландією з лекціями про різні національні проблеми й ідеали.

## Твори
Вірші
- З домашніх пасовищ (ісл. Úr heimahögum; 1902)
- Протягом осені (ісл. Haustlöng; 1905)
- Поема ісл. Kvædi; 1925)
- Короткі віршики (ісл. Kveðlingar; 1929)
- З відкритого небаі (ісл. Utan af víðavangi; 1942)

Коротка проза
- Ялівець (ісл. Einir; 1898)
- Під відкритим повітрям (ісл. Undir beru lofti; 1904)
- Дванадцять історій (ісл. Tólf sögur; 1915)
- Десять історій (ісл. Tíu sögur; 1918)
- З усіх боків (ісл. Úr öllum áttum; 1919)
- Сонцестояння (ісл. Sólhvörf; 1921)
- Вечірній жар (ісл. Kveldglæður; 1923)
- Тут і далі (ісл. Héðan og handan; 1925)
- Байки з села та міста (ісл. Sögur úr bygð og borg; 1934)
- Просто неба (ісл. Úti á víðavangi; 1938)

Нариси
- Джерела (ісл. Uppsprettulindir; 1921)

Романи
- Олеф в Аусі (ісл. Olöf i Ási; 1907)